# Cadwaladr ap Gruffydd
Cadwaladr ap Gruffydd est un prince gallois de la maison d'Aberffraw mort le 29 février 1172.

## Biographie
Cadwaladr est le troisième fils de Gruffydd ap Cynan, roi du Gwynedd, et de sa femme Angharad ferch Owain (en). Il est mentionné pour la première fois dans les sources en 1136, lorsqu'il envahit le Ceredigion aux côtés de son frère aîné Owain ap Gruffydd après la mort du seigneur anglo-normand de la région, Richard de Clare. Alliés au prince de Deheubarth Gruffydd ap Rhys, les deux frères remportent une victoire écrasante sur les Anglo-Normands à la bataille de Crug Mawr.
Owain succède à Gruffydd ap Cynan sur le trône à sa mort, en 1137. Cadwaladr reçoit alors des terres dans le nord du Ceredigion. En 1141, il accompagne le comte de Chester Ranulph de Gernon à la bataille de Lincoln, probablement parce qu'il a épousé Alice, la fille de Richard de Clare qui est aussi par sa mère la nièce de Ranulph. Ce mariage vise sans doute à asseoir son autorité dans le Ceredigion.
En 1143, le prince du Deheubarth Anarawd ap Gruffydd est assassiné par des hommes de Cadwaladr. Pour le punir, Owain Gwynedd envoie son fils Hywel lui reprendre les terres qu'il lui avait concédées dans le Ceredigion. Cadwaladr s'enfuit en Irlande et lève une flotte avec l'aide d'Óttar, le roi de Dublin. Il débarque à Anglesey en 1144, mais il conclut une trêve avec son frère, qui contraint les Dublinois à rentrer chez eux.
Deux neveux de Cadwaladr, Hywel et Cynan, envahissent ses terres en 1147 et s'emparent du château de Cynfael. À la suite d'une nouvelle querelle avec Owain, il est contraint de fuir le pays de Galles en 1152 et se réfugie en Angleterre. Le roi Henri II lui concède des terres près de Ness (en), dans le Shropshire.
Cadwaladr est rétabli dans ses domaines gallois en 1157, à la suite de l'invasion du Gwynedd par Henri II. Par la suite, il apparaît comme un allié fidèle de son frère. Il participe à la grande campagne contre Rhys ap Gruffydd du Deheubarth en 1159, puis à la capture des châteaux de Rhuddlan et Prestatyn (en) en 1167. Il meurt en 1172, deux ans après son frère, auprès de qui il est inhumé en la cathédrale de Bangor.